# 150 v.Chr.
150 v.Chr. is een jaartal volgens de christelijke jaartelling.

## Gebeurtenissen

### Italië
- In Rome wordt Publius Cornelius Scipio Nasica benoemd tot het ambt van pontifex maximus.
- De Senaat beschuldigt Carthago ervan, het vredesverdrag met Rome te hebben geschonden. Het eist van de Carthagers dat ze hun stadsmuren afbreken, om deze op 15 kilometer van de kust weer op te bouwen.
- Cato de Oudere overtuigt de Senaat om de Romeinen te mobiliseren voor een oorlog. In een rede verklaart hij dat de welvaart van Carthago een bedreiging voor de Romeinse Republiek is.

### Carthago
- Publius Cornelius Scipio Aemilianus Africanus wordt naar Numidië gestuurd, om te onderhandelen over de oorlog met Carthago. Koning Massinissa negeert de vredesbepalingen en verovert steeds meer Carthaags grondgebied.
- Het Carthaagse expeditieleger (25.000 man) onder Hasdrubal, wordt door de Numidiërs vernietigend verslagen. Carthago komt door deze militaire actie in conflict met Rome, omdat de vredesvoorwaarden na de Tweede Punische Oorlog de Carthagers verbieden onafhankelijke buitenlandse politiek te voeren.

### Europa
- In Hispania sluit Servius Sulpicius Galba een vredesakkoord met de Lusitaniërs, hij belooft hun vruchtbaar land en een alliantie met Rome. Nadat de volksverhuizing voltooid is, laat Galba duizenden Lusitaniërs ontwapenen en afslachten door het Romeinse leger. De 20.000 overlevenden worden in Gallia Cisalpina als slaaf verkocht.

### Griekenland
- Hipparchus, een Grieks astronoom, berekent op Rhodos de zon en maancyclus. Hij ontwikkelt een systeem om de helderheid van de sterren te meten.

### Perzië
- Demetrius I Soter, sneuvelt in een opstand tijdens de burgeroorlog. Alexander I Balas (150 - 145 v.Chr.), de zoon van Antiochus V Eupator bestijgt als rechtmatige koning van de Seleuciden de troon.
- Alexander I Balas trouwt met de 14-jarige Cleopatra Thea, een dochter van farao Ptolemaeus VI.
- De Romeinse Senaat, Attalus II van Pergamon en Ptolemaeus VI Philometor van Egypte erkennen de machtsovername. De 11-jarige Demetrius II Nicator, de zoon van Demetrius I, wordt verbannen naar Kreta.

### Midden-Amerika
- De pre-Colombiaaanse El Mirador, wordt het belangrijkste ceremoniële centrum van de Maya-beschaving. De stad telt ± 80.000 inwoners en heeft een versterkt paleis met tempelpiramides.

## Geboren
- Quintus Lutatius Catulus (~150 v.Chr. - ~87 v.Chr.), Romeins consul en veldheer

## Overleden
- Demetrius I Soter (~187 v.Chr. - ~150 v.Chr.), koning van het Seleucidenrijk (Syrië) (37)
- Diogenes van Babylon (~240 v.Chr. - ~150 v.Chr.), Grieks filosoof (90)
- Seleucus van Seleucia (~190 v.Chr. - ~150 v.Chr.), Grieks astronoom (40)
- Tiberius Sempronius Gracchus (~220 v.Chr. - ~150 v.Chr.), Romeins consul en veldheer (70)